# 大流感：最致命瘟疫的史诗
大流感：最致命瘟疫的史诗（英語：The Great Influenza: The Story of the Deadliest Plague in History，最早的名字为The Epic Story of the Deadliest Pandemic in History）是约翰·M·巴里2004出版的一本关于历史上最严重的流感——1918年大流感的著作，主要关注疫情在美国的发生发展，以及此事件前后美国的医学科学教育的发展。本书介绍了流感病毒在堪薩斯州哈斯克爾縣出现，传播到福斯顿军营，再通过美军参加第一次世界大战的士兵传播到全世界。中文版由钟扬等翻译。